# Psychotria diversinodula
Psychotria diversinodula là một loài thực vật có hoa trong họ Thiến thảo. Loài này được (Verdc.) Verdc. miêu tả khoa học đầu tiên năm 1989.